# Совардс, Джек
Джек Бёрк Совардс (англ. Jack Burke Sowards) (18 марта 1929 — 8 июля 2007) — американский сценарист, который написал сюжет и сценарий для фильма 1982 года «Звездный путь II: Гнев Хана» и эпизода 1988 года «Звездный путь: Следующее поколение» «Молчание в рассрочку». Совардс создал термин Кобаяси Мару (симуляционный тест в Гневе Хана).
Он получил номинацию на премию Сатурн за свою работу над Гневом Хана и также получил номинацию на премию Хьюго.
Совардс умер в 78-летнем возрасте в пригороде Valley Village в Лос-Анджелесе от осложнений бокового амиотрофического склероза.